# آلان لوفيفر
آلان لوفيفر هو عازف بيانو وملحن وموسيقي كندي، ولد في 23 يوليو 1962 في بواتييه في فرنسا.

## وصلات خارجية
- آلان لوفيفر على موقع ميوزك برينز (الإنجليزية)
- آلان لوفيفر على موقع أول ميوزيك (الإنجليزية)
- آلان لوفيفر على موقع ديسكوغز (الإنجليزية)